# Charles Menge
Pour les articles homonymes, voir Menge (homonymie).
Charles Menge est un artiste peintre suisse, né le 16 avril 1920 à Granges et décédé à Sion le 2 janvier 2009,.

## Biographie
Né d'un père d'origine allemande et d'une mère d'origine italienne : sa mère (Marie-Thérèse Ortelli 1886) gérait une pension (La Bergère) à Sion en Valais, dans laquelle elle devait également élever une petite sœur Marie-Madeleine (1921-2014) et un petit frère Gérard (1923-2015) ; leur père se prénommait William Charles Menge (1889) et avait fui la République de Weimar dès 1914.
Son père William apatride, découvrit le Valais et ne put se détacher de cette région ; il y paracheva des études d'ingénieur agronome en 1915 ; il devint le bras droit du Conseiller d'État Maurice Troillet (1880-1961), responsable du Département de l'Intérieur dans le projet de défrichement et de correction de la plaine du Rhône (première correction du Rhône).   
À Sion, Charles Menge fait ses écoles primaires et secondaires. En 1936, à l'âge de 16 ans, il rentre à l'École des Arts Industriels de Genève et poursuit ses cours à l'École des Beaux Arts que dirige alors Adrien Bovy.

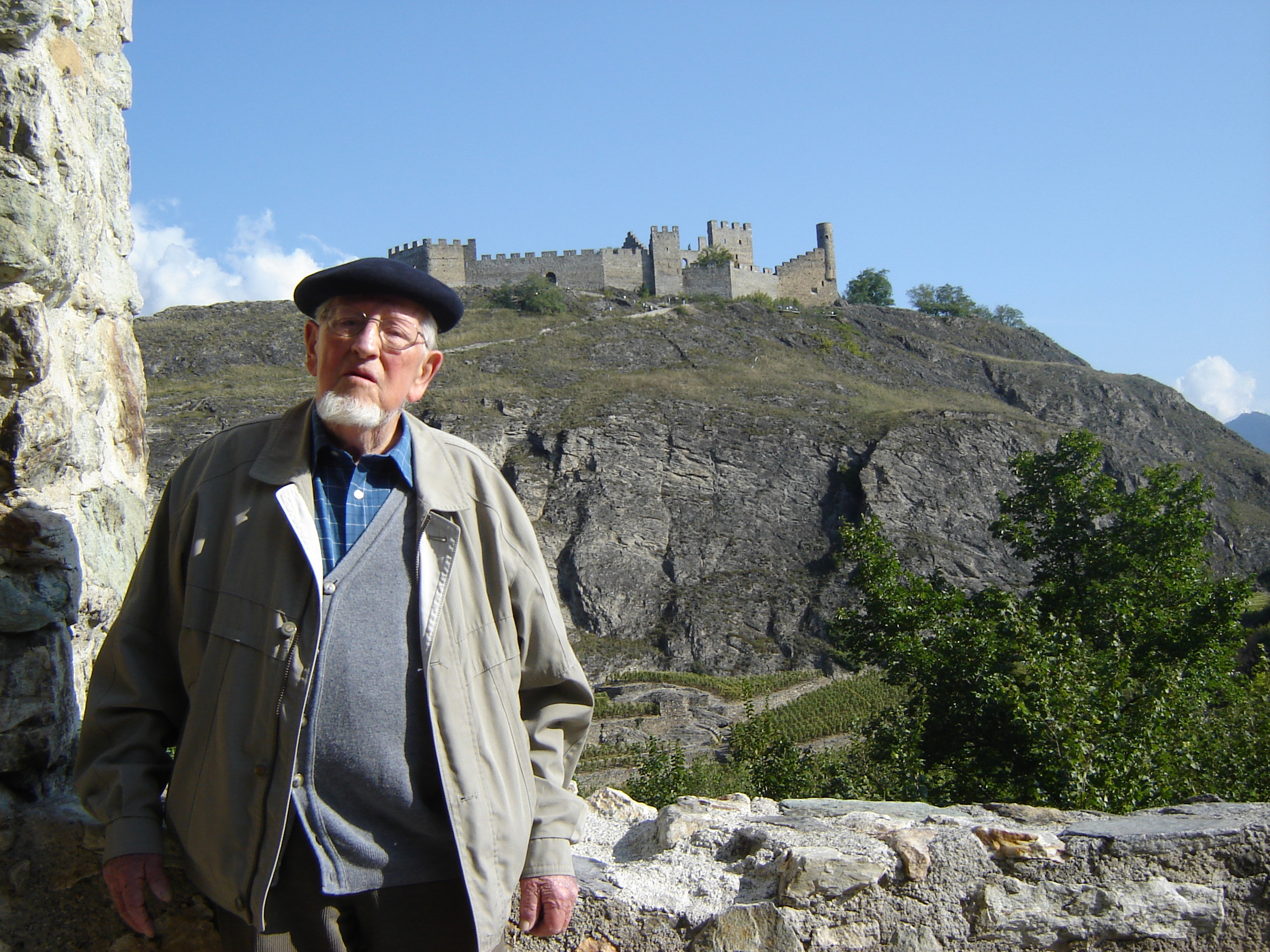
En 2008, posant devant le Monument du Château de Tourbillon de Sion en Valais

Les vacances sont consacrées à l'aquarelle, aux premiers tableaux à l'huile, voie que ses professeurs (Haberjahn, Blondin, Jacobi, Hainard, Mairet, Rheinwald) encouragent vivement.
Il fait sa première exposition en 1944 dans la ville de Sion. Il poursuit  des voyages d'études à Florence, Paris, la Provence, Amsterdam, Louvain ponctués d'une exposition à la Galerie Brand à Amsterdam, en 1954.

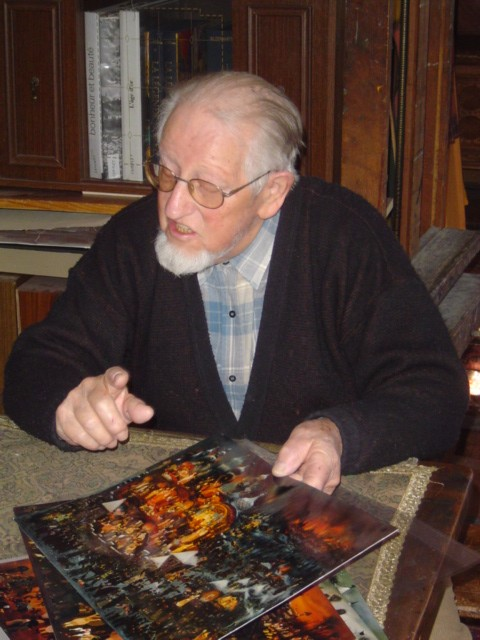
Ivan le Terrible, Prince despote de la Grande Russie du XVIe siècle dans l'histoire de l'Humanité, un intérêt inépuisable de création picturale pour le peintre valaisan

En Belgique, il profita de réaliser une grande décoration murale, au restaurant universitaire de Louvain.

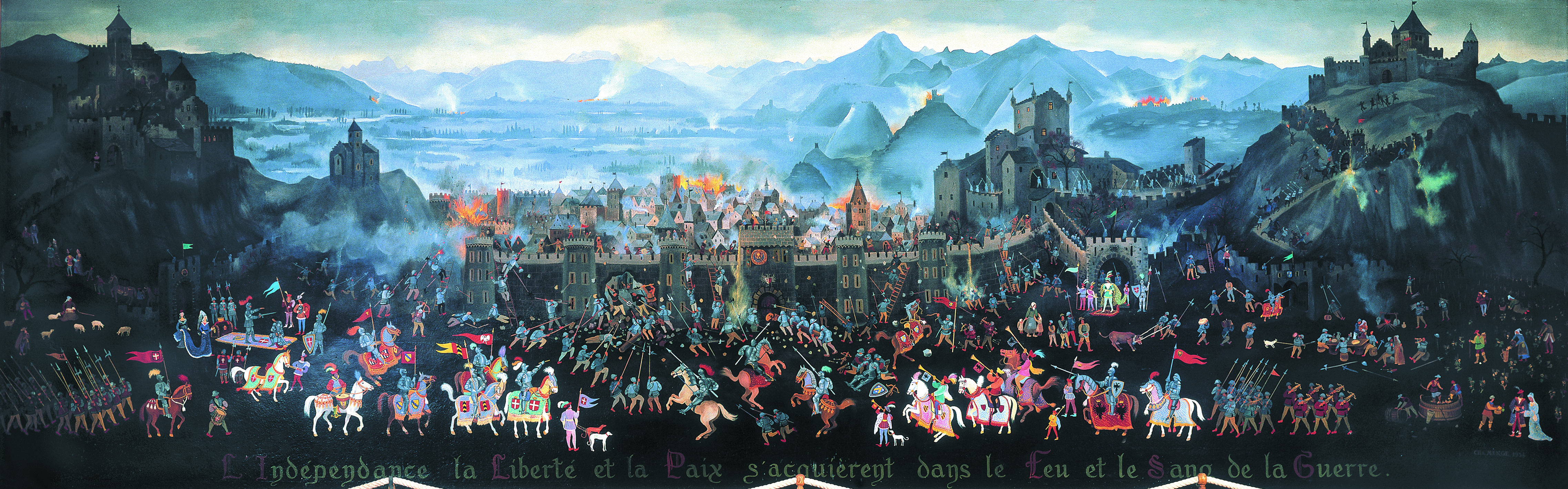
Fresque murale des Casernes de Sion

En 1955, il retourne à Sion où il réalise les décorations murales de l'école primaire des garçons des Collines et aux Casernes. Les fresques murales se succèderont, comme celle ornant la Chapelle de Mâche en Valais, réalisée en 1948.

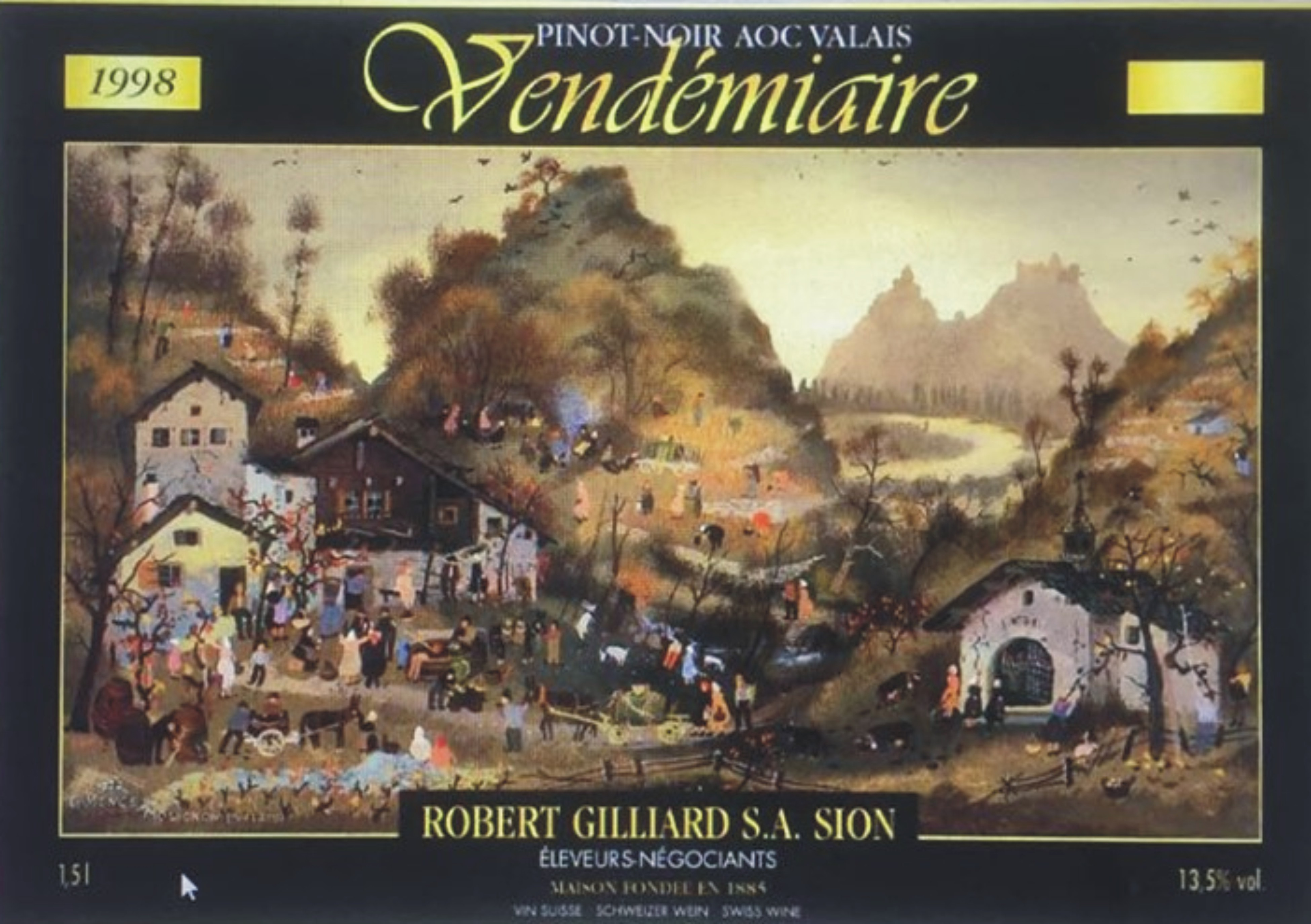
Tableau de Charles Menge

Il collabore dans des nombreuses publications, au travers de projets visuels pour des sociétés telles que Provins, les PTT, en passant par l'hebdomadaire 13 étoiles ou L'écolier valaisan (Département de l'Instruction Publique du Valais). En 1969, il est fait Chevalier d'Honneur de l'ordre de la Channe en remerciement de son soutien à la viticulture valaisanne.
En 1964, Charles Menge  épouse Rose-Marie Wenger.
En 2008, il fut invité par le président de la commune de Savièse André Reynard, afin d'inaugurer la Maison de la Culture de Savièse.
Des tableaux de Charles Menge figurent dans plusieurs collections privées et publiques,,.
En 2014, une exposition rétrospective a été organisée par la ville de Sion dans divers lieux.